# Passos Maia
Passos Maia este un oraș în Santa Catarina (SC), Brazilia.